# Euagrotis tepperi
Euagrotis tepperi là một loài bướm đêm trong họ Noctuidae.